# Vila Dom Pedro I
Vila Dom Pedro I é um bairro de classe média-alta na parte oeste do distrito do Ipiranga, Zona Sul da cidade de São Paulo. Está situado aproximadamente entre as ruas Vergueiro, Maria Quitéria, Huet Barcelar, e a Avenida Nazaré. O bairro se situa na região conhecida como Alto do Ipiranga, por ser um local próximo à nascente do Riacho do Ipiranga.
O bairro é cortado ao meio pela avenida Dr. Gentil de Moura, onde fica a estação Alto do Ipiranga da Linha 2-Verde do metrô. É delimitado pelos bairros de Vila São José, Ipiranga, Vila Nair, Vila Brasílio Machado e Vila Firmiano Pinto, os dois últimos já no distrito do Cursino. 
O bairro também tem fácil acesso às avenidas Ricardo Jafet, Pres. Tancredo Neves, do Cursino e as ruas Santa Cruz e das Juntas Provisórias. Como pontos de interesse, está perto do Shopping Plaza Sul, Aquário de São Paulo, Museu do Ipiranga e do Parque Independência.